# Szerelmeinkre
A Szerelmeinkre (eredeti cím: À Nos Amours) Maurice Pialat 1983-as francia filmje. 

## Főbb szereplők
| Szereplő    | Színész             | Magyar hang   |
| ----------- | ------------------- | ------------- |
| Suzanne     | Sandrine Bonnaire   | Somlai Edina  |
| Az apa      | Maurice Pialat      | Helyey László |
| Az anya     | Evelyne Ker         |               |
| Robert      | Dominique Besnehard |               |
| Anne        | Anne-Sophie Maillé  |               |
| Bernard     | Pierre-Loup Rajot   |               |
| Jean-Pierre | Cyril Collard       |               |

## Díjak, jelölések

### César-díj(1984)
- díj: a legjobb film – Maurice Pialat
- díj: a legígéretesebb fiatal színésznő – Sandrine Bonnaire
- jelölés: a legjobb rendező – Maurice Pialat

### Berlini Nemzetközi Filmfesztivál(1984)
- jelölés: Arany Medve: Maurice Pialat

## Fordítás
- Ez a szócikk részben vagy egészben  a(z)   À Nos Amours című angol Wikipédia-szócikk fordításán alapul.  Az eredeti cikk szerkesztőit annak laptörténete sorolja fel. Ez a jelzés csupán a megfogalmazás eredetét és a szerzői jogokat jelzi, nem szolgál a cikkben szereplő információk forrásmegjelöléseként.

## Külső hivatkozások
- Szerelmeinkre a PORT.hu-n (magyarul)
- Szerelmeinkre az Internet Movie Database-ben (angolul)
- Szerelmeinkre a Rotten Tomatoeson (angolul)
- Szerelmeinkre a Box Office Mojón (angolul)